# Калоєров Стефан Олексійович
Стефан Олексійович Калоєров (нар. 7 січня 1938, Авранло, Цалкський район, Грузія) — радянський науковець-фізик, математик, доктор фізико-математичних наук, професор, дослідник. Один з лідерів грецького національного руху, перший голова Донецького товариства греків. Після початку російської окупації Донецької області у 2014 році залишився у Донецьку, співпрацює з російською окупаційною владою.

## Біографія
1964 року закінчив механіко-математичний факультет Саратовського державного університету. Навчався в аспірантурі Саратовського держуніверситету, захистив кандидатську (1967) та докторську (1987) дисертації.
З 1967 по 1969 роки — старший викладач, з 1969 по 1988 роки — доцент кафедри теорії пружності та обчислювальної математики, з 1988 року — професор тієї ж кафедри Донецького державного університету. У 1969—1971 роках організував і був першим директором Обчислювального центру ДонДУ, в 1975—1981 роках — декан факультету підвищення кваліфікації середніх спеціальних навчальних закладів Мінвузу УРСР при ДонДУ.
Автор понад 200 наукових і науково-методичних публікацій, в тому числі 7 монографій та навчальних посібників, автор технічного рішення, захищеного патентом Російської Федерації. Ним підготовлено 12 кандидатів фізико-математичних наук.
З 1975 року Стефан Олексійович — член редколегії, відповідальний секретар періодичного наукового збірника «Теоретична і прикладна механіка», який багато років переводився в США на англійську мову. З 1994 року — член національного комітету України з теоретичної та прикладної механіки.
Після російської окупації Донецька у 2014 році за участь у навчальному процесі закладів освіти при так званому «Міністерстві освіти ДНР» Вченою радою Донецького університету позбавлений почесного звання «Заслужений професор Донецького національного університету»

### Громадська діяльність
З початком демократичних змін в Україні Калоєров стояв біля витоків грецького національного відродження в Приазов'ї. Брав активну участь у створенні Союзу греків України та становленні ФГТУ. З 1989 по 1992 року очолював Донецьке товариство греків.
Під його керівництвом вперше в школах Приазов'я були відкриті класи вивчення новогрецької мови, курси та факультативи з новогрецької мови, підготовлені перші кадри його викладачів. З 1996 року — голова Приазовського елліністичного центру, який об'єднав у своїх лавах працівників науки і освіти, які займаються дослідженнями в галузі історії та культури греків України.
Автор анотованого бібліографічного покажчика «Греки Приазов'я» (Донецьк, 1997) та у співавторстві «Матеріал з історії та культури греків України» (Донецьк, 1998).